# Худльово
Худльово— село в Ужгородському районі Закарпатської області. Входить до складу Середнянської селищної громади.

## Географія
Знаходиться на ріці В'єла. На півночі села розташована гора Борлуг, висота якої 500 метрів над рівнем моря.
Особливим кліматом виділяється урочище Мочарки. Легендарним місцем урочища є потужна  криниця ( діалект.- кирниця) з кришталевою водою. Вона служила і слугує не тільки спраглим людям. Незважаючи на те, що ділянки землі під виноградниками були дрібними і належали багатьом власникам, їхнє розташування було компактним на південних схилах урочищ Каляна, Молодини, Винник, Стара гора, Пісковатоє, Брутвина, Грущина. В тілі Гори, що нависає над річкою, люди видовбали десятки підвалів. Користуються ними і зараз: зберігають картоплю, овочі, вино. Ці витвори людських рук є унікальними холодильниками. Температура повітря в пивницях постійна незалежно від пори року. Пивниці є також в Глибокій путі, в Молодинах та по вулиці біля церкви.
Випасали худобу на горі Бурлуг, на Скалці, у Кіньовій, біля хутору, який належав сім'ї Филипа. Хутір знаходився на пагорбі правобережної частини території села за декілька сотень до початку великого лісу Балажова.

## Назва
В письмових джерелах відоме під назвами «Hodlya», «Judlo», «Holio», «Horlyo». Очевидно, всі назви села походять від слів «худий», «худобний», що слугувало прізвищем шолтейсу, засновнику села на волоському праві.  
За припущенням (чи легендою) назва села походить від слова "ходулі", на яких люди переходили через річку. У виданні угорського вченого Елека Фийнєша «Географічний словник Угорщини», 1851 рік видання. (Fényes Elek, Magyarorság Geographiai Szótára, Pesten, 1851), перекладеному відомим закарпатським краєзнавцем Йосипом Кобалем - у в даній праці науковець називає яку назву мало і село Худльово (Горілово). Можливо це від місцевості, де щось випалювали, і там оселялися ("Новини Закарпаття", 2011 рік 10.09). 

## Історія

Храм Вознесіння Господнього (1798) с. Худльово

Поблизу села знайдено три бронзові вироби: два епохи пізньої бронзи (кінець 2 тисяч до н.е.), один –раннього заліза. Кілька таких знарядь знайшов та передав у краєзнавчий музей Химинець Юрій.
Поселення виникло наприкінці XIV— на початку XVст. В XVI— XVIIст. селом володіли шляхтичі з Павловець, родина Добо з Руського та землевласники з Часловець і Сюрте.  
В 1567 році в селі були оподатковані два селянські господарства що володіли лише однією портою (наділом) землі. В 1715 році в селі нараховувалось 23 селянські і два желярських господарства. За переписом 1717 року у 208 селах Ужанського комітату входили 4 округи у Худльові на той час було 12 поселенців і 8 желя 
В 1798 році у Худльові був освячений новозбудований храм на честь і пам'ять Вознесіння Ісуса Христа (50 сімей). У 1998–2002 роках у Худльові збудовано «Хресну Дорогу» від церкви до вершини гори Борлуг.              
У «Додатках історії русинів та руських церков в Ужанський жупі» Василь Гаджега повідомляє, що на початок 15 та 16 століть зростає кількість населених пунктів в Ужанській долині. А саме на 1417 рік припадає перша письмова згадка про село Худльово (Науковий збірник товариства »Просвіта» в Ужгороді за рік 1923. ст. 50.)
В письмових джерелах відомих під назвами "Горльов". Очевидно назва села походить від слів «худий», «худобний»,що служило прізвищем шолтейсу, засновника села на волоському праві.
У 16 ст. в Худльові наявна православна церква та парафія. В 1751 році згадується дерев'яна церква Св. Козьми і Дам'яна з усіма образами і трьома дзвонами. У 1798 році споруджено муровану Вознесенську церкву.  У 1851 році було 755 греко-католиків, 7 римо-католиків, 23 юдеї. Селу належав буковий ліс, діяв водяний млин. Землевласники: граф Клобушицький, Горват, Понграц.
В кінці 19 ст. з населення збирали 13 видів податку, в тому числі і церковний.
Злидні, голод, хвороби були постійними супутниками села, коли в Угорщині у 1919 почалася народна революція, яка закінчилася перемогою повсталих, Худлівчани підхопили її. В рядах "Червоної гвардії" були Гашуляк Михайло, Мокрянин Юрій. В 1919 році в селі Анталовці був створений загін, яким командував Герман Феєр. В квітні 1921 році в Худльові відбувся страйк. Звинувачені в організації цього  страйку жителі Сімчич і Сакаль були заарештовані і ув’язнені у Берегівській тюрмі. Крім великих податків та жорстокого гноблення жителям Худльова прийшлося пережити  10 липня 1930 року велику пожежу, яка знищила 104 хати та господарські будівлі, із 300 які налічувались на той час. Внаслідок цієї пожежі без житла, одягу та  продуктів залишилося 433 Чоловік. За підрахунками шкода заподіяна пожежею сягала 4 млн крон.
В роки Другої світової війни добровольцями в Радянську армію пішли 25 худлівчан. Не всі повернулися, тим, що полягли, їх знають поіменно. У 1967 році в їхню честь у центрі села споруджено пам'ятник загиблим воїнам Радянської армії. Село Худльово було визволено від фашизму 26 жовтня 1944 року.  У листопаді 1948 року після колективізації був створено колгосп імені Фрунзе. Іпзніше відбулося укрупнення колгоспів і приєднано села Верхнє Солотвино і Анталовці. У 1970 році колгосп реорганізували у радгосп.
Не обминули худлівчан і репресії періоду колективізації. Репресованих відправляли в табори, позбавляли громадянства. В 1990 році  Верховною Радою України законодавчо реабілітовано жертв політичних репресій. Тоді 13 жителів села Худльово були реабілітовані: Бурин Андрій, Голян Михайло, Гутлейбет, Констянтин, Чубелко, Микола, Романко, Катерина, Стерчо, Петро, Фатула Іван, Ховпей Ганна, Цехович Іван, Якоб Ганна та інші.
5 жителів села та околишніх сіл були делегатам першого З'їзду народних комітетів Закарпатської України 26.11.1944 року, який відбувся в м. Мукачево й ухвалив рішення про возз'єднання Закарпаття із Радянською Україною.

## Політика

### Парламентські вибори, 2019
На позачергових парламентських виборах 2019 року у селі функціонувала окрема виборча дільниця № 210564, розташована у приміщенні клубу.
Результати
- зареєстровано 1129 виборців, явка 50,66%, найбільше голосів віддано за «Слугу народу» — 56,41%, за Всеукраїнське об'єднання «Батьківщина» — 9,43%, за «Голос» — 5,34%.[1] В одномандатному окрузі найбільше голосів отримав Андрій Андріїв (самовисування) — 25,89%, за Роберта Горвата (самовисування) — 20,74%, за Олександра Пекаря (Слуга народу) — 18,62%[2].

## Населення
За переписом населення 2001 року в Худльові проживало 1444 особи.

## Релігія. Храм Вознесіння Господнього (1798)
У 1751 р. за пароха Федора Митровича в селі була дерев’яна церква св. Козми і Дам’яна з усіма гарними образами та трьома дзвонами, освячена єпископом Георгієм Блажовським. Очевидно, вона простояла аж до будівництва мурованої церкви, яка є однією з найдавніших у околиці.
Біля церкви – дерев’яна одноярусна каркасна дзвіниця восьмигранної форми. Макет дзвіниці виготовив священик Юлій Янкович, а збудували її в 1943 р. Бетонну основу і каркас зробили Василь Сяглиця та Митровка з Верхньої Солотвини. Могутню дубову конструкцію, що утримує три дзвони, зробив майстер Гефнер з Анталовців, а ажурний орнамент у верхній частині вікон-голосниць вирізав сам о. Янкович. Дзвіниця, вкрита восьмисхилим етернітовим шатром з восьмигранним ліхтарем, подібна до багатогранних дзвіниць закарпатської Гуцульщини. В 1943 році біля церкви встановлено дерев'яну дзвіницю.  У 1942 р. буря зірвала купол церкви та пошкодила дах. Аж у кінці 1940-х років місцеві майстри Андрій Стегней та Іван і Михайло Марухничі, очолювані ужгородським майстром, відновили барокове завершення вежі та дахову конструкцію. Надбанний хрест замовив Юрій Марко, а викував його Іван Німець.
У 1954 р. художник Сарновський розмалював інтер’єр храму. У 1987 р. стінопис перемалювали. У 1990 р. зробили зовнішній ремонт. Худльовський парох Микола Желтвай був засуджений у 1950 р. на 25 років у період репресій влади проти греко-католицької церкви.
Худльово відоме своєю Хресною Дорогою із села від храма на гору Борлуг, де встановлений великий хрест, а по дорозі хрести, які символізують страждання Спасителя Ісуса Христа.

## Відомі уродженці
- Фірцак Юлій ( (нар. 22 серпня 1836, с. Худльово — пом. 1 червня 1912, Ужгород)– церковний ієрарх, єпископ Мукачівський, професор та ректор Ужгородської духовної семінарії (1876—1887), депутат державних зборів Угорщини (1887—1890).
- Георгій Міравчик[rue] (1901–1973) – видавець та власник друкарні, підтримував  футбольну команду міста та за власні кошти видавав букварі для народних шкіл.
- Кашула Іван Юрійович - педагог, вніс великий внесок у науку і педагогіку. На його рахунку кілька десятків наукових праць та монографій.
- Мокрянин Мелана Миколаївна, Погодіна Ольга Іванівна, Стрижак Василь Васильович, Гвоздяк Ольга Михайлівна, Долгош Марія Юріївна, Фенцик Василь - науковці та доктори медичних, педагогічних наук, доценти.
- Глюдзик Михайло Юрійович - неординарна особистість, з голосу якого записано тексти і мелодії пісень, автор книги «Вчора була неділенька»
- Сентипал В. І.- композитор, член творчої спілки і Асоціації діячів естрадного мистецтва України, національної ліги Українських композиторів.
- Стрижак Ганна Іванівна—автор навчально-методичного посібника "Закарпатські народні пісні".
- Сідун Іван Михайлович - майстер різьби по дереву. Виставляє свої роботи з 1985 року. Учасник обласних, республіканських та міжнародних виставок, член національної Спілки майстрів народного мистецтва України.
- Логин Юрій, Симчище Василь, Химинець Ігор, Петрунь Юрій, Логін Василь, Химинець Юрій - різьбярі по дереву.
- Манцулич Віталій- сучасний художник.
- Єньо Лебович[d] (1918–?) — місцевий уродженець, який пережив Голокост.

У розвиток освіти у селі вагомий внесок внесли цілі династії вчителів та вихователів. Це-сім'ї Мигальницькі, Фрідманські, Жогно, Марюхнич, Біровчак, Малинич, Шляхта М.І та Логин Г. А.
Відомі родини лікарів: Логин Юрія (Долгош М.Ю., Добра В. Ю., Логин А. Логин.Ю), Стрижак В.Д (Стрижак В.В. Качур С.В Качур М.І., Ротмістренко О.В. (Ротмістренко В.І.)

## Культура, спорт
- У селі діє народний аматорський вокальний ансамбль «Джерело», який працює при будинку культури с. Худльово. Рік заснування ансамблю –1985 р. Рік присвоєння звання – 1999 р.

Керівники – Надія Балога-Тотін та Богдан Коштура. У 2015 році ансамбль «Джерело» відзначив 30-річчя з дня заснування цього знаменитого колективу, у якому з великою любов'ю співають і творять цілі родини: Коштура, Личко, Матейко, Ніколенко, Макухан, Озимок, Глюдзик, Буглина та багато інших. У 2024 році народний аматорський вокальний ансамбль «Джерело» успішно підтвердив своє звання «народний аматорський колектив».
- У селі Худльово з метою збереження нематеріальної культурної спадщини, як «Пісенна традиція с. Худльово», яка занесена до регіонального переліку нематеріальної культурної спадщини Закарпаття, проводиться, започаткований ще у 2000 році, районний фестиваль русинської народної пісні „Коли собі заспіваю“.[6] із участю вокальних ансамблів Ужгородського району[7], [8].
- Футбольна команда у селі була створена  у 1958 році вчителем Жогно С. А. Команда ставала неодноразовим чемпіоном на  футбольних змаганнях у районі, декілька разів вигравала кубок району. У 2008 році відзначався її 50-ти річний ювілей-як футбольний клуб - ФК «Віола».

## Туристичні, цікаві місця
- урочище Мочарки. Легендарним місцем урочища є криниця з кришталево чистою водою. 
- винні пивниці села
- храм Вознесіння Господнього (1798 р.)